# Gustav III:s kröning

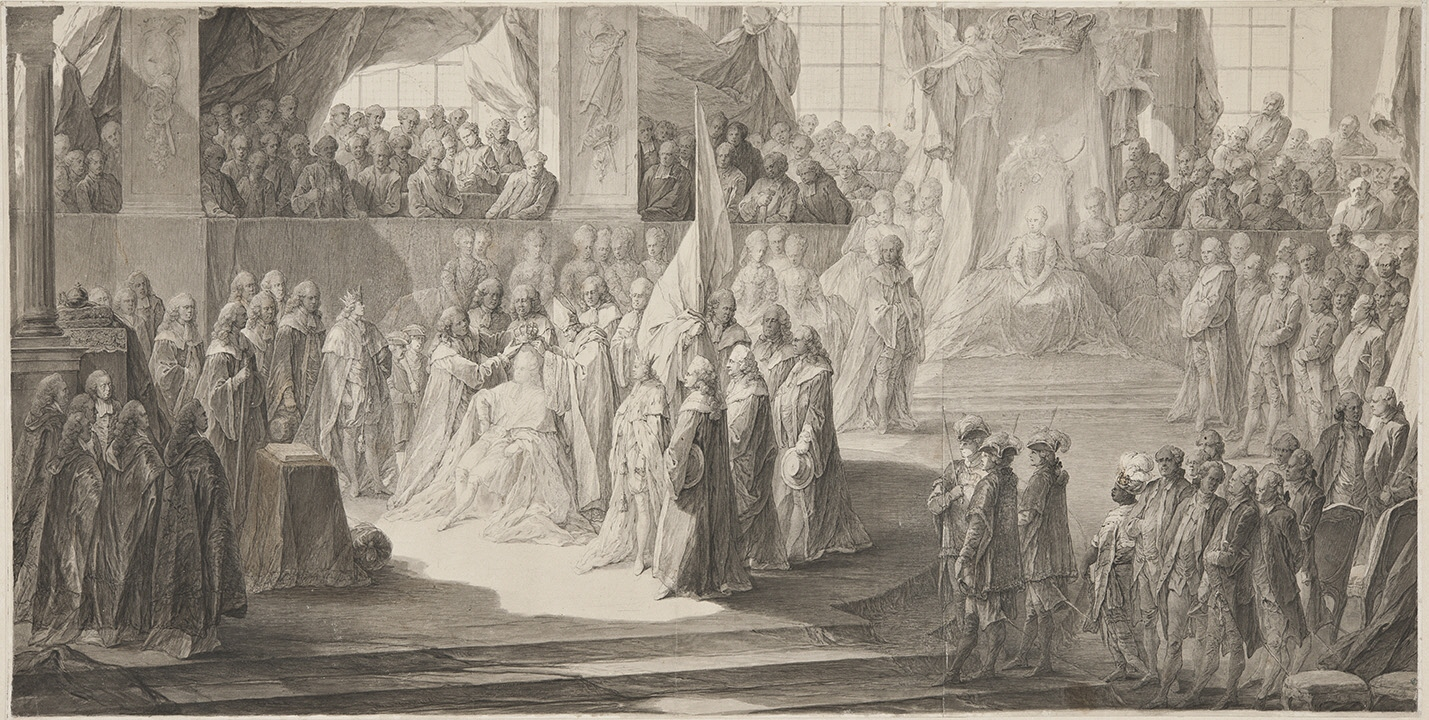
Carl Gustav Pilos förstudie till kröningstavlan. Visar tydligt scenen där Gustav III kröns. Runt tronen kan man se riksråden i sina riksrådsmantlar, man ser även kungens bröder, Hertig Karl och Hertig Fredrik Adolf, i sina furstliga dräkter med sina furstliga mantlar samt de nya hertigkronorna på sina huvuden. Härolderna nedanför trappstegen med sina Häroldsstavar samt drottning Sofia Magdalena till höger. I förgrunden nere till höger kan man också se den mörkhyade hovtjänaren Gustav Badin.

Gustav III:s kröning ägde rum den 29 maj 1772 i Storkyrkan i Stockholm. Kung Gustav III kröntes av ärkebiskop Magnus Beronius och det äldsta riksrådet greve Adam Horn.

## Kröningen

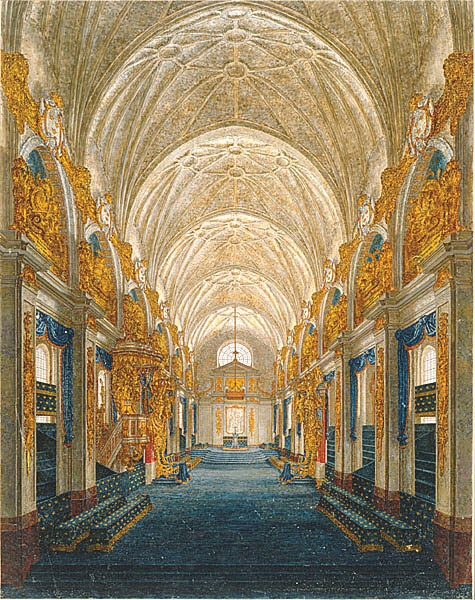
Storkyrkans utseende vid kröningen den 29 maj 1772.

Kröningen var en ståtlig ceremoni i 259 punkter, som hade regisserats av kungen själv. Kung Gustav III:s och drottning Sofia Magdalenas kröning firades i Storkyrkan i Stockholm, vilket var den plats som nyttjades för kröningar sedan Karl XII:s kröning den 14 december 1697. Dagen var vacker, och Gustav III skriver i ett brev att kröningen skedde "i världens vackraste väder och under iakttagande av övliga former". Kröningen var en pampig tillställning som kostade hela 600 000 daler silvermynt.
Gustav III planerade själv kröningen i detalj. Hans kröningsdräkt var enligt traditionen gjord av svenskt silvertyg, och efter mönster av Karl XI:s kröningsdräkt, som ritades av arkitekten och gravören Jean Eric Rehn. Kung Karl XI kröntes ungefär etthundra år tidigare, i Uppsala domkyrka den 28 september 1675. Modellen var avsiktligt vald, eftersom det var Karl XI som införde enväldet i Sverige. Silverklänningen som Sofia Magdalena bar vid kröningen hade ett nära fem meter långt släp. Både Gustav III:s kröningsdräkt och Sofia Magdalenas kröningsklänning finns utställda på Livrustkammaren i Stockholm.

### Utsmyckningen i Storkyrkan

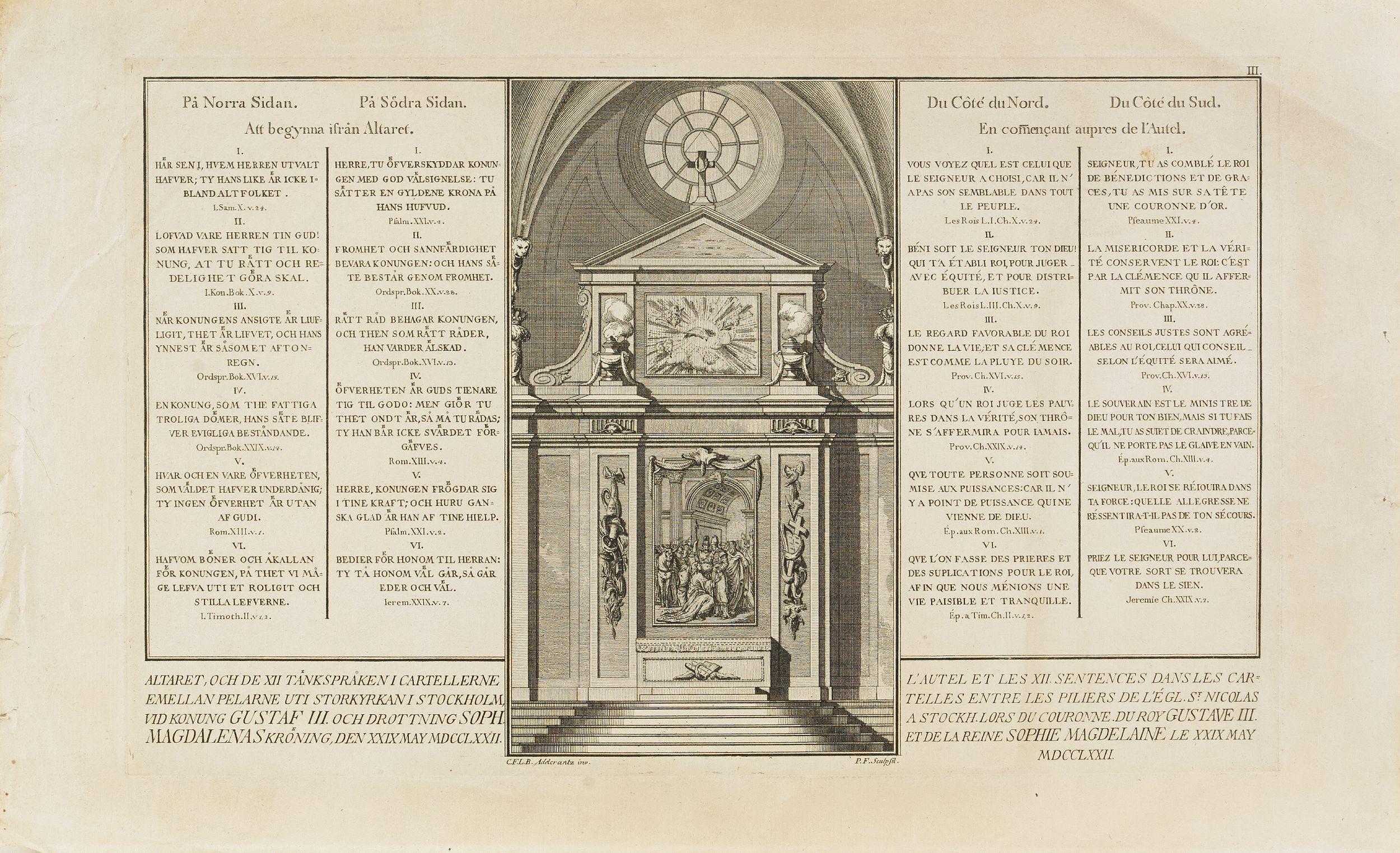
Sentenserna i kyrkan, samt uppbyggnaden av altaret med altartavlan.

Ansvarig för utsmyckningen av Storkyrkan var överintendent Carl Fredrik Adelcrantz, och han hade inför kröningen smyckat kyrkan storslaget. Storkyrkan var på 1700-talet vitkalkad på insidan och man hade till kröningen smyckat kyrkan i de svenska färgerna, guld och blått. Längs mittgången hängde sentenser som hyllade kungen och det konungsliga väldet. Dessa satt mellan pelarna, mot taket, sex på varje sida. Ovanför sentenserna satt trofégrupper och ovan dessa satt en sköld med Lilla riksvapnet krönt av en kunglig krona. Själva pelarna var överst smyckade med vasakärven, och även dessa var krönta med en kunglig krona. Mellan pelarna hängde draperier i blått, kantade med fransar i guld.
Även altaruppställningen hade fått ett nytt utseende inför kröningen. Det var utformat som en antik fasad eller tempelgavel. Det var uppbyggt av pilastrar mellan vilka en altartavla satt. Den för kröningen skapade altartavlan målades av Jonas Hoffman och föreställde Saul smörjes till Konung av Samuel. Ovan detta låg ett entablement, på vilket fanns två krönta vasakärvar samt närmare mitten två urnor. På detta entablement reste sig en tympanon som vilade på ett väggfält omslutet av volutgavlar. Tympanonen var krönt av ett kors. Framför denna altarfasad stod själva altaret som var klätt med blått kronkläde. Mitt framför altaret stod Silvertronen på en upphöjd estrad och ovanför denna hängde från taket Drottning Kristinas kröningshimmel.
Altartavlan blir i detta intressant då Saul enligt bibeln var Israels förste kung som smordes av profeten Samuel. Saul är även den som befriar sitt folk från Filistéerna.

### Sentenserna som hyllade kungen i Storkyrkan
Mot norr, och räknat från altaret, fanns följande sex sentenser.
1. HÄR SEN I, HVEM HEREN UTVALT HAFVER; TY HANS LIKE ÄR ICKE IBLAND ALT FOLKET.
2. LOFVAD VARE HERREN TIN GUD! SOM HAFVER SATT TIG TIL KONUNG, AT TU RÄTT OCH REDELIGHET GÖRA SKAL.
3. NÄR KONUNGENS ANSIGTE ÄR LIUFLIGIT, THET ÄR LIFVET, OCH HANS YNNEST ÄR SÅSOM ET AFTONREGN.
4. EN KONUNG, SOM THE FATTIGA TROLIGA DÖMER, HANS SÄTE BLIFVER EVIGLIGA BESTÅNDANDE.
5. HVAR OCH EN VARE ÖFVERHETEN, SOM VÄLDET HAFVER UNDERDÅNIG, TY INGEN ÖVERHET ÄR UTAN AF GUDI.
6. HAFVOM BÖNER OCH ÅKALLAN FÖR KONUNGEN, PÅ THET VI MÅGE LEFVA UTI ET ROLIGIT OCH STILLA LEFVERNE.
Mot söder från altaret räknat, fanns ytterligare följande sex sentenser.
1. HERRE, TU ÖFVERSKYDDAR KONUNGEN MED GOD VÄLSIGNELSE: TU SÄTTER EN GYLDENE KRONA PÅ HANS HUFVUD.
2. FROMHET OCH SANNFÄRDIGHET BEVARA KONUNGEN: OCH HANS SÄTE BESTÅR GENOM FROMHET.
3. RÄTT RÅD BEHAGAR KONUNGEN, OCH THEN SOM RÄTT RÅDER, HAN VARDER ÄLSKAD.
4. ÖFVERHETEN ÄR GUDS TIENARE TIG TIL GODO, MEN GIÖR TU THET ONDT ÄR, SÅ MÅ TU RÄDAS, TY HAN BÄR ICKE SVÄRDET FÖRGÄFVES.
5. HERRE, KONUNGEN FRÖGDAR SIG I TINE KRAFT; OCH HURU GANSKA GLAD ÄR HAN AF TINE HIELP.
6. BEDIER FÖR HONOM TIL HERRAN: TY TÅ HONOM VÄL GÅR, SÅ GÅR EDER OCH VÄL.

### Placering i kyrkan[6]

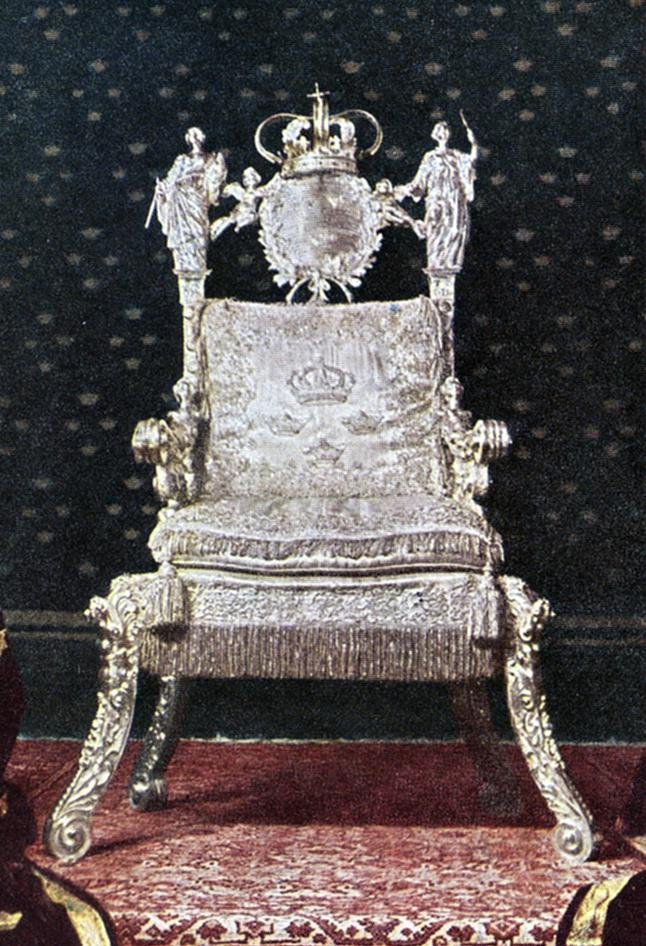
Drottning Kristinas silvertron i Rikssalen på Stockholms slott är en tron som har använts av den svenske monarken vid högtidliga ceremonier som kröningar, trontillträden och riksdagens högtidliga öppnande.

Kungen hade sin plats i den norra kungsstolen i kyrkgången, och drottningen i den södra. Vid själva kröningen satt kungen på Drottning Kristinas silvertron framme vid altaret, i koret. På var sida om kungen i koret satt biskoparna och utefter varje trappsteg som ledde upp till koret stod på var sida en härold, det vill säga en funktionär, som skulle övervaka deltagarna. Nedanför koret satt på ömse sidor riksråden mot norr samt deras fruar mot söder. På en upphöjd estrad strax efter riksråden satt arvfurstarna hertig Karl samt hertig Fredrik Adolf.
Runt konungen fanns hans Stora vakt med Riksbaneret. Vakten utgjordes av Riksstallmästaren Adam Horn af Ekebyholm, Riksmarskalken Hans Henrik von Liewen samt vakthavande hos konungen. Runt drottningen stod hennes uppvaktning som utgjordes främst av överstallmästaren samt hennes hovmästarinna, samt även grevinnan Hedvig Catharina von Fersen. Bakom drottningen satt även de damer som åtföljt drottningen i processionen till kyrkan.
Utefter kyrkgången satt därefter mot norr krigsbefälet med generaler och överstar, och framför dessa presidenter i olika kollegier samt även hovkansler Sven Bunge och kungens hovmarskalk. Mot söder satt drottningens hovfröknar samt fler överstar. Framför dessa satt ytterligare presidenter i de olika kollegierna samt Generalfälttygmästaren och drottningens hovmarskalk.
Vid ingånen till kyrkan och en bit längs kyrkgången stod på konungen sida, eller den norra, konungens livdrabanter samt pager. På drottningens sida, eller den södra, stod soldater ur drottningens regemente, Drottningens livregemente till fot samt även hennes pager.

### Adeln, prästerna, borgarna och böndernas placering i Storkyrkan
Ridderskapet och adeln satt på bänkarna mot norr. Bänkarna mot söder hade reserverats för de tre andra stånden, prästerskapet längst fram, borgarståndet i mitten samt bondeståndet längst bak.

### Efter kröningsakten

Kröningsvagnen som Drottning Maria Magdalena åkte i. Livrustkammaren, Stockholm.

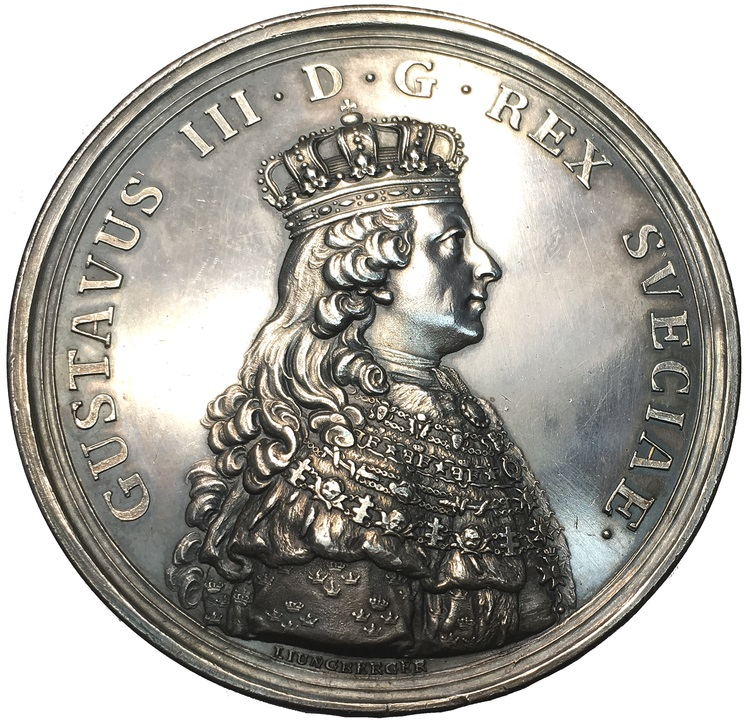
Kastmynt från Gustav III:s kröning.

Efter kröningsakten i Storkyrkan gick ett kröningståg längs Stockholms gator, som var festligt prydda. Många husägare dekorerade sina hus med dyrbara dekorationer.
Gustav III red i kröningståget under en baldakin omgiven av sina livdrabanter, pageer samt flera av hovets höga tjänstemän. Enligt traditionen var kungens häst skodd med hästskor i silver, som var löst fastsatta så att de skulle trilla av under ritten.
På Riddarhustorget hade den ryske ministern Ivan Andrejevitj Osterman dekorerat sitt hus med dubbelörnar, vilka då som nu ingår i Rysslands statsvapen. Ivan Osterman var rysk greve och Rysslands ambassadör i Stockholm.
Utanför Kommerskollegiums hus, som ligger framför Stockholms slott, hade man byggt en särskild festbyggnad, som föreställde Bacchi tempel. Templet var dekorerat med utsirade och målade vinrankor, frukter och annat festligt. Kollegiet hade betydande uppgifter för ledningen av konsulatväsendet, som expanderade under 1700-talet. Kommerskollegium hade 1772 flyttat in i Stenbockska palatset på Riddarholmen och staten kostade på en dyrbar inredning. Palatset köptes av kronan 1772 och ställdes i ordning för Kommerskollegium.
Till kröningsmiddagen serverades helstekt kröningsoxe på ett bord i mitten, vid var sida stod vinfontäner. Till folket serverades gratis rött och vitt vin. Faten med mat till middagen bars fram av personer med överstes rang. Pagerna var alla kammarherrar.
Efter kröningen slängdes kastmynt ut till folket. Då uppstod sedvanligt tumult och slagsmål, med blodvite och allvarliga skador som följd, bland folket som försökte komma åt de åtråvärda kastmynten som var helt i silver.

## Tio riksråd upphöjdes till grevar
Festlighetena pågick i fyra dagar. Riksråden hade assisterat vid kröningen. Tio riksråd upphöjdes till grevar. Bland de som upphöjdes var de ännu levande ätterna Kalling, Beck-Friis och Ehrensvärd.

## Hertigtitlar och Vasaorden

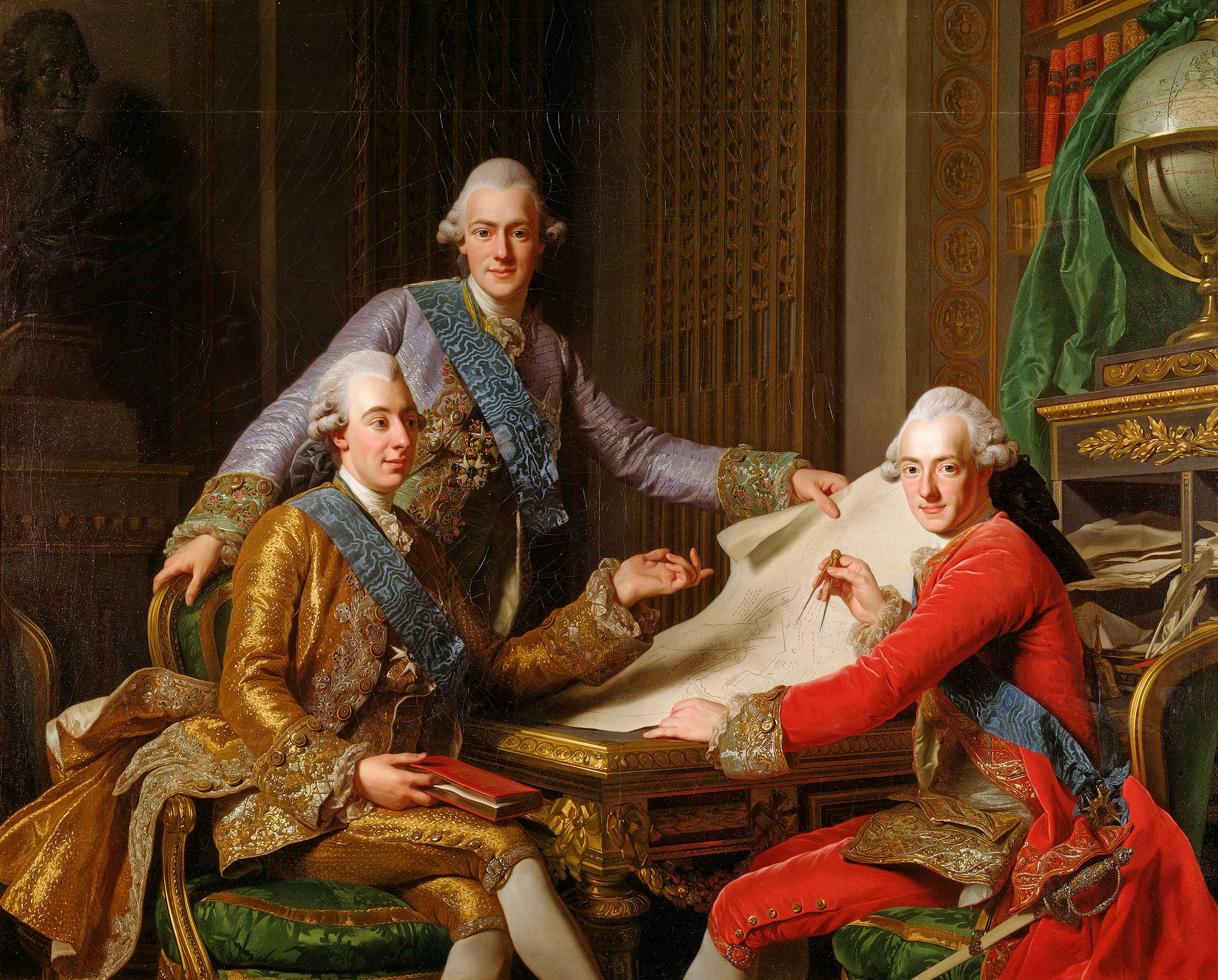
De tre bröderna. Gustav III i guldrock till vänster, prins Fredrik Adolf i mitten och prins Karl, sedermera kung Karl XIII, till höger i röd rock. Oljemålning av Alexander Roslin 1771. Nationalmuseum, Stockholm.

Kungens bröder, Karl (1748-1818), kung av Sverige 1809-1818 och Fredrik Adolf (1750-1803), erhöll nu hertigtitlar och fick bära hertigkronor. Men det var, liksom idag, bara titlar, utan någon rätt att härska över landskapen, som det hade varit under vasakungarna.
Kungens bror Karl blev hertig av Södermanland 1772 som tack för att han året efter att Gustav III hade blivit kung 1771 var med och planerade för en statskupp, där Karl var en av de inblandade. Karls roll i kuppen var att han for ner till Skåne och tog över trupperna där. Kungen gjorde själv statskupp när rykten om kuppen spreds till huvudstaden. Senare på 1770-talet hade Gustav planer på att göra Karl till hertig av Kurland, men det blev ingenting av med det. Under Gustav III:s ryska krig 1788-1790 tjänade Karl som amiral och under hans kommando nådde flottan en del framgångar.
Kungens yngste bror Fredrik Adolf fick blev Hertig av Östergötland 1772 som tack för att han, liksom brodern Karl, deltog i Gustav III:s statskupp 1772. Han sändes till Södermanland och Östergötland och utförde där en viss agitations- och rapporteringsverksamhet och mottog på dagen för statsvälvningen högtidligen faneden av Östgöta kavalleriregemente i Linköping. Efter Gutavs kröning erhöll han även Tullgarns slott som genom riksdagsbeslut överläts till honom. Med åren kom han dock att ta opposition mot brodern och stod alltid på sin mors sida, exempelvis när hon 1778 spred rykten om kungens tveksamma faderskap till sina barn.
Gustav III instiftade en ny orden, Vasaorden, för att ytterligare förgylla denna dag. Vasaorden skulle utdelas för förtjänster inom "lanthushållning, bergverk, handel och fria konster". Vasaorden var främst avsedd för icke-adliga personer, till skillnad för tidigare ordnar. Några personer bland det 34 första som fick utmärkelsen var ett antal framträdande affärsmän såsom kommerserådet och direktören för Svenska Ostindiska Companiet i Göteborg Niclas Sahlgren, industrimannen Patrick Alströmer och köpmannen och bruksägaren Johan Abraham Grill. Vidare vetenskapsmän som Linnélärjungen Pehr Kalm och kemiprofessorn och naturforskaren Torbern Bergman. Av konstnärer som fick utmärkelsen var bland annat Alexander Roslin, Carl Gustaf Pilo och Jean Eric Rehn.

## Regalierna

### Kronan

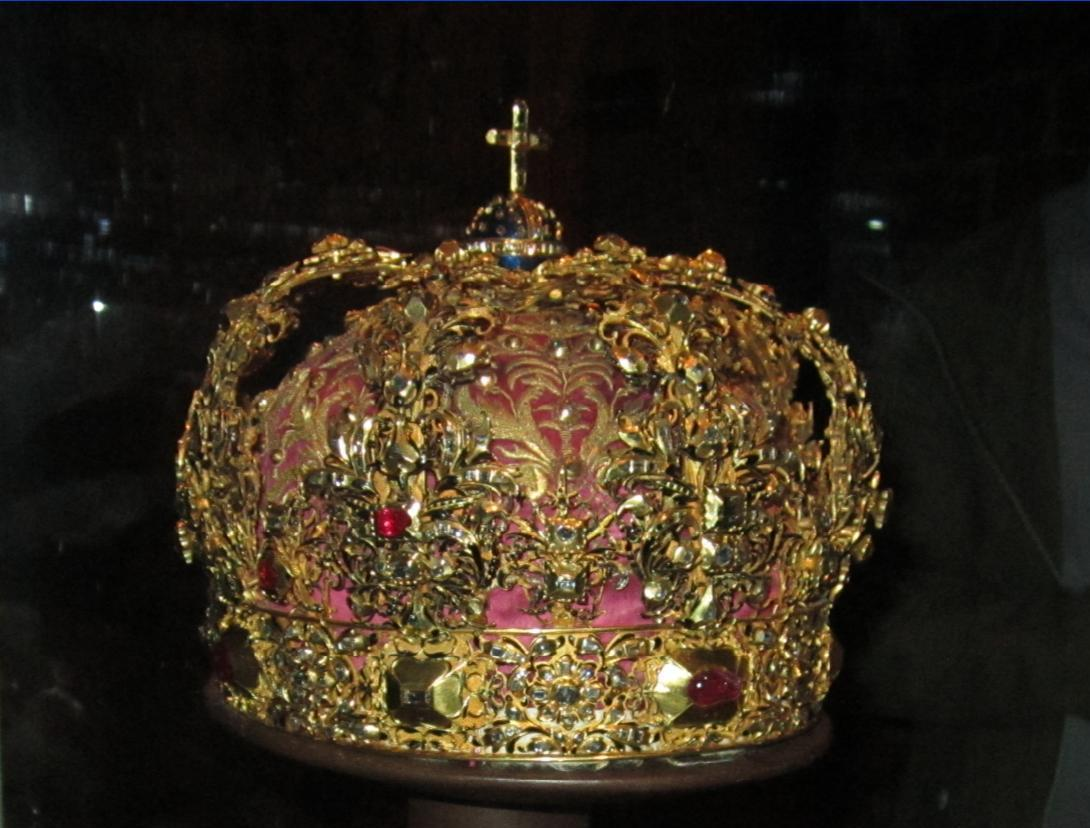
Gustav III:s kröningskrona, som hade gjorts till drottning Maria Eleonora år 1620. Skattkammaren, Stockholms slott.

Kröningskronan som Gustav III fick placerad på sin hjässa vid kröningen var tillverkad över hundra år tidigare för Gustav II Adolfs gemål Maria Eleonora av Brandenburg. Den kröningen hade ägt rum 28 november 1620 i Storkyrkan. Kröningskronan har 499 diamanter och tolv rubiner.

### Spiran, äpplet, nyckeln och svärdet
Vid kröningen assisterade riksråden, som i procession burit konungens regalier till kyrkan. Riksrådet friherre Carl Wilhelm von Düben bar manteln, riksrådet greve Johan von Wallvijk bar nyckeln, riksrådet friherre Carl Funck bar äpplet, riksrådet friherre Esbjörn Reuterholm bar spiran, riksrådet greve Pehr Kalling bar kröningssvärdet och rikrådet greve Adam Horn af Ekebyholm bar kronan. Kröningssvärdet skapades av en klinga från en pagevärja från Gustav II Adolf:s tid.

## Gustav III:s kröningsdräkt

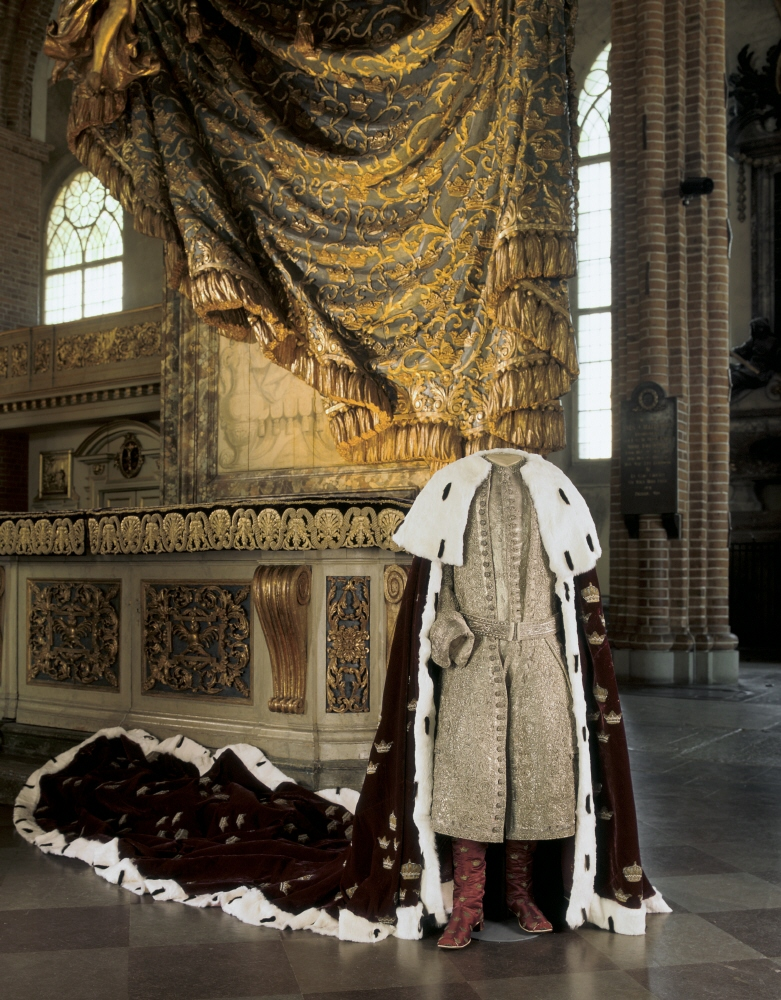
Gustav III:s hela kröningsdräkt, utställd i Storkyrkan framför kungstolen där kungen satt under större delen av ceremonien.

Gustav III:s kröningsdräkt tillverkades av hans egen skräddare, Peter Rungren och användes vid kungens kröning den 29 maj 1772. Den var till största delen sydd i ett silvertyg, täckt med en silverbrokad. Dräkten bestod av manteln, rock, väst, byxor samt stövlar. Kring midjan bar även kungen ett livgehäng för svärdet.

### Manteln
Kröningsmanteln har ett långt utdraget släp och är av mörkt röd sammet utan foder. Manteln har en dekor av broderade guldkronor grupperade om fyra, tre öppna kronor nedtill  och en sluten krona upptil. Kronorna är av guldtråd, guldlan, kantiljer och vita pärlor. De slutna kronorna har ett bottentyg av turkost siden. Till manteln hör pälskrage och bräm av vit päls samt hermelin

### Kröningsrocken
Kröningsrocken, en så kallad Justaucorps, i silvertyg och helt täckt med broderier och spets i point d'Espagne, som är ett petit point-broderi. Brodieriet utgörs av en silverbrokad vävd med silke och silvertrådar och ett broscherat mönster av kronor och flammor. Brokad kommer av italienskans broccato, som betyder genomstucket, och är ett tyg med ornament eller figurer i olika färger på monokrom, enfärgad, botten.Dräkten syddes av kungens skräddare Peter Rungren. Knapparna tillverkades av E. Sylvin, Stockholm. Point d'Espagne spetsarna beställdes i Berlin.

### Kröningsvästen
Kröningsvästen är gjord i samma silvertyg som byxorna och rocken. dess främre kanter är täckt med broderier och spets i point d'Espagne, en knypplad spets i guld och silverband. Broderiet utgörs av en silverbrokad vävd med silke och silvertrådar och ett broscherat mönster av kronor och flammor. Västen har 21 knappar och är fodrad med en tunn sidenrips med invävda silvertrådar i en svag randning.

### Byxorna
Byxorna i silvertyg med gylf mitt fram, fem fickor och dekorationer av point d'Espagne, det vill säga en knypplad spets i guld och silverband, spets längs med bensömmarna. Invävda kronor och flammor i tyget (jfr rocken). Den synliga gylfstolpen knäpps med tre runda dekorativa snörmakeriknappar och linningen med två i större storlek. Samma knapp finns i vardera sida på linningen. På linningen fram och bak sitter dessutom platta runda tygklädda knappar. Byxan har fem fickor. En liggande fickstolpe i linningen på höger sida framtill, samt två med stående fickstolpar på vardera ben.
Modellen är rynkad baktill mot linningen och knäpps med slejf över sprundet mitt bak, knäppe saknas. Linningen är skarvad baktill med en liten kil i tyget på högra sidan. Modellen är tillskuren med rak yttre bensöm. Inre och yttre bensömmar är dekorerade med poin't d'Espagne spets. Längs inre bensömmen ligger spetsen från ben till ben tvärs över grensömmen. Yttre bensömmen är också dekorerad upp till ficköppningen i sidsömmen.
De stående ficköppningarna markeras av spets på båda sidor om ficköppningarna. Spetsen är lagd så att en v-form bildas under öppningen. Benen avslutas nedtill med en smalare spets. Innanför den finns en kanal med ett genomdraget band i sidenrips som knyts med en rosett. Det finns knappt något bensprund. Foder i vit sidentaft. Fickpåsar i samma material. Sidsömmarnas fickpåsar pekar både bakåt och framåt.

### Stövlarna
Stöveln i purpurfärgad atlas med öppna broderade guldkronor. Stövelskaftet når troligen över knät så att hela benet täcktes nedanför byxorna. Rak läst med tvär välvd tå. Höger och vänster skiljer sig.
Skaftet är formskuret efter benet av två tygstycken med sömmar mitt fram och mitt bak. Mitt bak finns ett 21 cm långt sprund kantat med tränsade hål (20 st) för att de skulle kunna snöras ihop. Överst på skaftet satt ursprungligen en ca 7 cm bred hermelinkant eller krage vilken enbart kan anas rester av idag. I 1790 års inventarium finns hermelinen, likaså 1812, men 1859 nämns den inte.
De guldbroderade kronorna är mycket små på klacken och ökar i storlek uppåt. Kronornas storlek och antal: På klacken finns 7 st kronor ca 12 mm x 8 mm, på foten 12 kronor ca 14 mm x 12 mm, mitt fram på tån 1 krona 14x12 mm, på skaftet 35 st kronor.
"Randsydda sulor med vit skinnrand av läder och insydda läderklackar med holt med stickad sulfront och pliggad ytterlapp (51 st pligg runt hela kanten). Sulorna är klisterputsade under hålfoten och försedda med stjärnformiga pinnhålsstämplar grupperade 2+4." enligt Gudrun Ekstrand. Stövlarna är fodrade med vitt siden. I skaftens insidor finns röda kypertvävda yllestroppar som vardera är ca 16 cm långa och 3,5 cm breda. På vänster stövel finns sporrläder av guldgalon. Buntmakare var Jacob Wagner, brodör var Christoffer Sergell och skomakare var Mattias Brun.

### Bilder Gustav III:s kröningskläder i Livrustkammaren

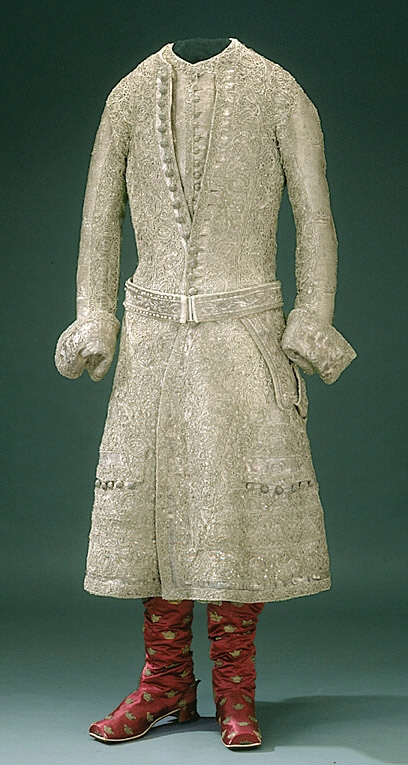
Gustav III:s kröningsrock, en så kallad Justaucorps. I silvertyg med spetsdekor i point d'Espagne över i stort sett hela ytan.
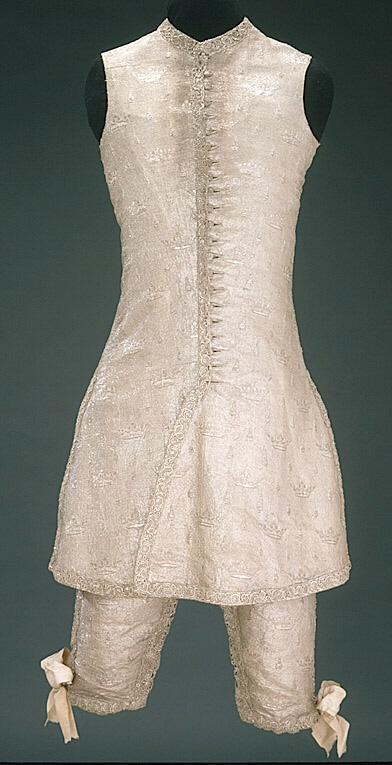
Väst i silvertyg med 21 knappar,  dekorationer av point d'Espagne spets längs med kanterna.
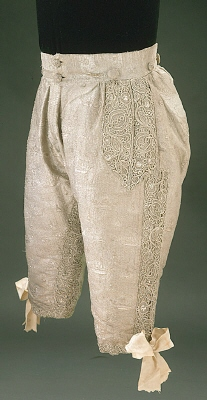
Byxor i silvertyg med gylf fram, fem fickor och dekorationer av point d'Espagne spets längs med bensömmarna.
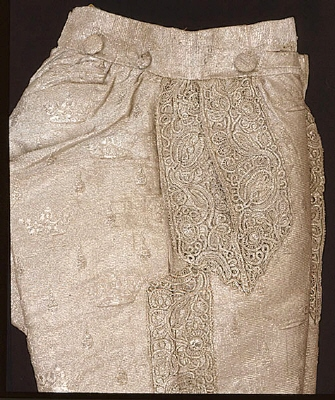
Närbild av byxor i silvertyg.
Kröningsstövlar i purpurfärgad atlas med broderade guldkronor.
Stövel med sporre i purpurfärgad atlas med broderade guldkronor.
Tre olika kröningsstövlar, t.v. Adolf Fredriks stövel av silver, i mitten Gustav III:s stövel i purpurfärgad atlas och t.h. Gustav IV Adolfs stövel.

## Drottning Sofia Magdalenas kröningsdräkt

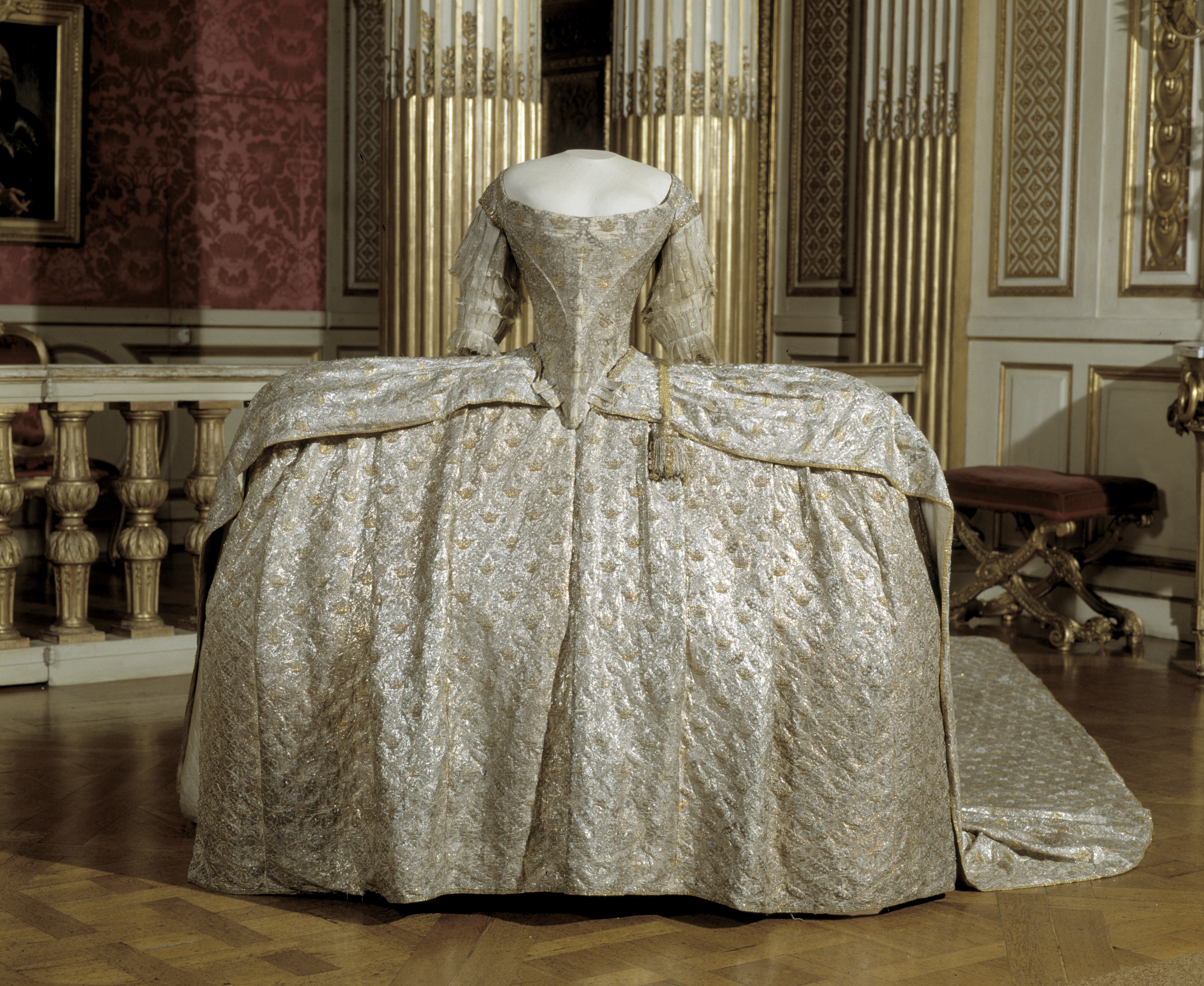
Drottning Sofia Magdalenas kröningsdräkt 1772. Livrustkammaren, Stockholm.

Drottning Sofia Magdalenas släp till kröningsklänningen var en så kallad robe de cour och hade ett långt släp i sex stycken av silvertyg med invävda öppna guldkronor. Släpet har en rundad form fram samt rak avslutning. Silvertyget är vävt i ett rombrutigt mönster med strålande stjärnor. Guldkronorna är placerade i mitten av rutorna. De två främre styckena är upp och nedvända, med kronornas spetsar nedåt.

### Bilder

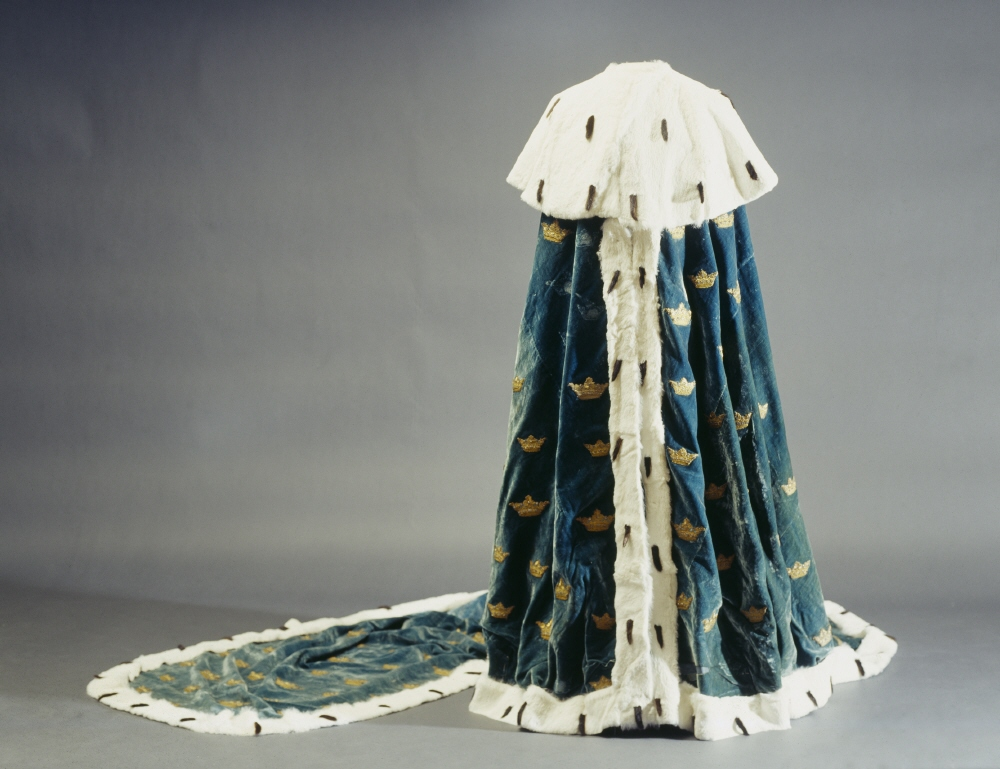
Furstlig mantel tillverkad för Sofia Magdalena 1771, och som hon bar till kyrkan. Under sin kröning fick hon den kungliga manteln i purpur. Livrustkammaren, Stockholm.
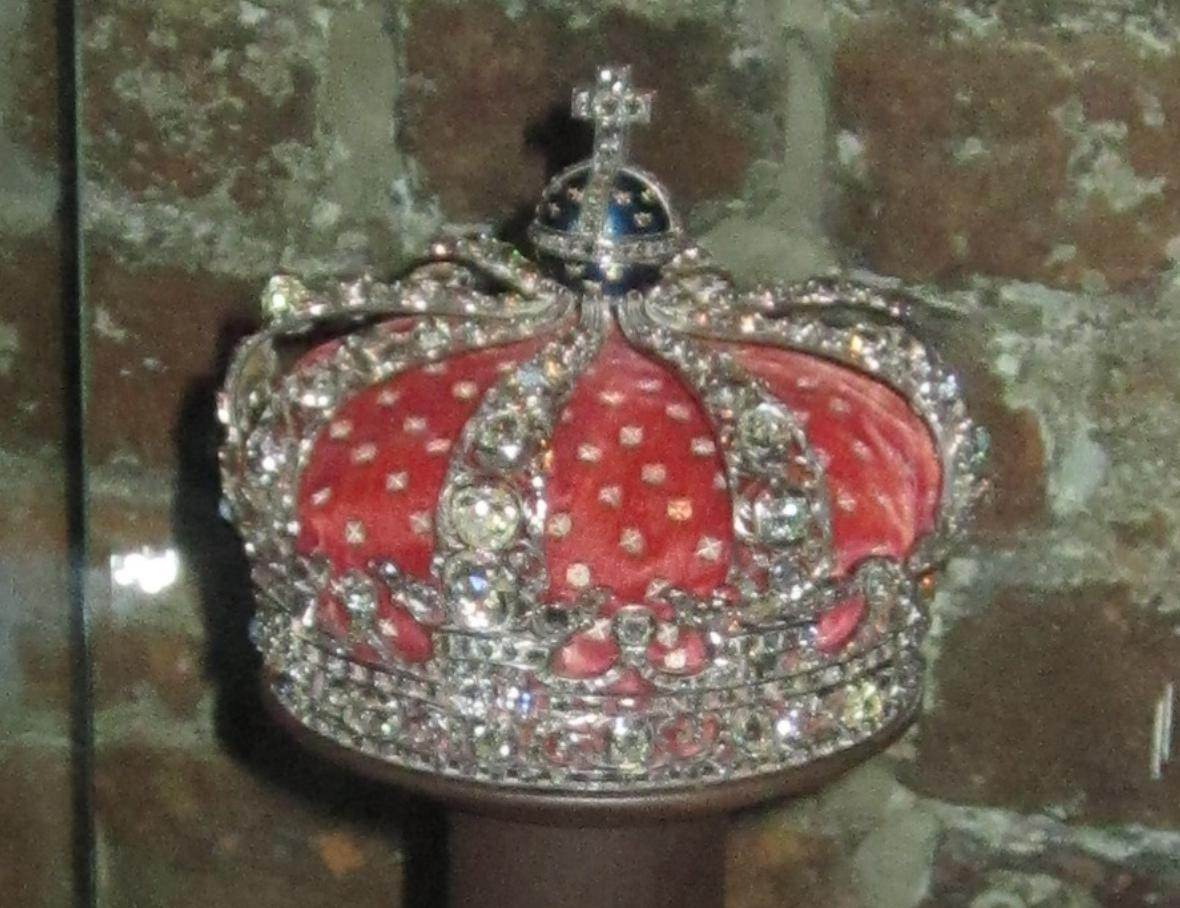
Lovisa Ulrikas krona som Sofia Magdalena kröntes med.
Drottning Sofia Magdalenas släp till kröningsklänningen, en så kallad robe de cour, 1772. Livrustkammaren, Stockholm.
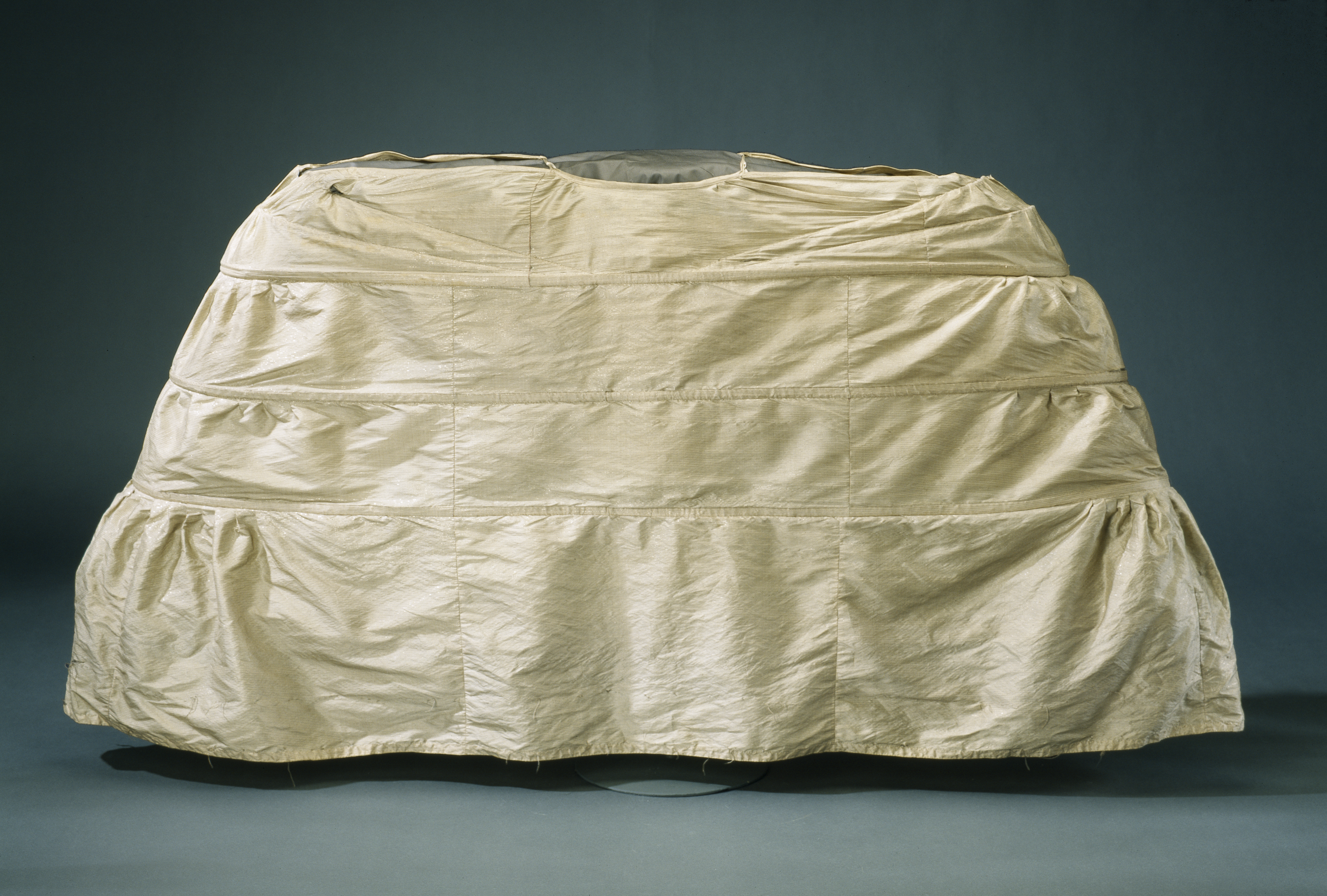
Paniers som Sofia Magdalena bar under sin kröningsdräkt.
Sofia Magdalenas kröningssko. Livrustkammaren, Stockholm.

### Liv av silvertyg med invävda öppna guldkronor
Kröningsdräktens liv var av silvertyg med invävda öppna guldkronor. Det är sytt i nio kilformade stycken och har en vid ringning upptill. Livet löper ner i en snibb mitt fram samt ut i 18 smala flikar, av olika längd, runt om nedtill. Den längsta fliken mäter 90 mm, den kortaste mäter 45 mm. Snörning bak, med 12 tränsade hål på varje sida. Silvertyget är vikt över halsringningen så att en 10 mm bred fåll bildas, med undantag av två 25 mm breda partier bak, på högra bakstycket 35 mm från kanten, på vänstra 45 mm från kanten. Foder i benvit sidentaft. Styvad runt om med insydda skenor av hårt material. Hårdare, mörk skena mitt fram, som sticker fram något upptill.

### Ärmarna
Ärmar upptill av samma textil som livet, med kantband av guldlan och silvertråd, bredd: 20 mm. Nedanför sitter enkelt fastsydda ärmar av plisserad silkestyll med invävda strödda blomsterkvistar. Tyllärmarna består av två nedåtvikta volanger upptill samt två uppåtriktade volanger nedtill. Ärmen avslutas med en dubbel volang. I livets nederkant finns två vita sidenband på varje sida, bredd: 35 mm. I sömmen mot snibbarna löper ett tvinnat guldsnöre, bredd: 2 mm. Samma sorts snöre löper längs halsringningens bakstycke och avslutas i en knut. I nederkanten bak finns en uppåtriktad hake i vitmetall på varje bakstycke. Haken på högra sidan mäter i höjd: 35 mm, djup: 18 mm. Haken på vänstra sidan mäter i höjd: 50 mm, djup: 10 mm. Ett 5 mm brett band instucket i vänstra bakstyckets nedre snörningshål, längd: 1205 mm.

### Linningen, släpet, fodret, hakarna och knapparna
Kröningsdräktens linning är av enkelt vitt siden som löper ut i knytband, bredd: 33 mm. Linningens bredd: 7 mm. Ytterligare ett knytband fäst på varje framkant, beigefärgat, troligen av linne, bredd: 12 mm. Linningen är dekorerad med ett guldgalonband, bredd: 15 mm. 15 par bakåtriktade motveck, runt om linningen.
Släpet är kantat av ett enkelt guldgalonband, bredd: 5 mm. Foder i sex kilformade stycken av beigefärgat siden med invävda silverränder. Parti mitt bak, vid linningen, där foder saknas, längd: 660 mm, bredd: 270 mm. Fyra hakar av vitmetall är fästa med gult garn, på varje sida av linningens insida, höjd: 30 mm.

### Släpdekorationen med guldtrådar och guldpaljetter
Släpet är dekorerat med tre platta knappar, klädda i linnetyg med ett broderat stjärnmönster av guldlan (lan är en platt tråd av silke eller metall), guldtråd och guldpaljetter. Fästa 80 mm och 330 mm från linningen. De övre guldpaljetterna är fästa på det sjunde vecket bakifrån och den nedre på sjätte vecket. En paljett består av en liten, tunn skiva av metall som sys fast på tyget, speciellt på festplagg. Knapparna mäter i diameter: 28 mm. På högra sidan, intill den övre knappen, 80 mm från linningen, sitter en tofs i ett band av guldgalon, bredd: 15 mm. Galonbandet är överst rakt, i 80 mm, sedan i vågform i 155 mm. Tofsen har en balusterformad knopp klädd med silvertråd och dekorerad med ett rutmönster av guldlan. Frans av tvinnat silvertråd och krepiner av guldtråd, guldlan och guldpaljetter. Två beigefärgade, tvärgående linneband, enkelt fästa på insidan, runt om, 20 mm respektive 70 mm från linningen mitt bak. På högra sidan en bit guldgalon fäst i nedre linnebandet, 190 mm från framkanten, bredd: 15 mm, längd: 123 mm. Ett vitt sidenband är fäst med gult garn på vänstra insidan 360 mm från linningen, bredd: 34 mm, längd: 535 mm. Vitt nytt bomullsband fäst intill. Ytterligare nytt bomullsband fäst på motsvarande plats på högra sidan, 305 mm från linningen.

### Kröningssko
Kröningsskon är en slejfsko klädd med guld och silverbrokad i samma tyg som kröningsdräkten.

## Arvprinsarnas furstliga dräkter

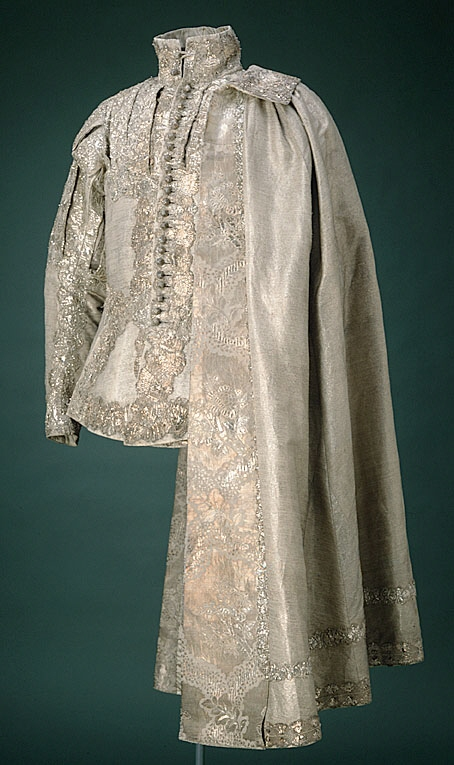
Hertig Fredrik Adolfs furstliga dräkt buren 1772.

Gustav III:s bröder Hertig Karl och Hertig Fredrik Adolf bar furstlig dräkt i silvertyg, samt bar furstliga mantlar samt stövlar i blå sammet med kanter i hermelin och bräm i hermelin. På sina huvuden bar de sina nya kronor, och över sina axlar sina ordenskedjor. Precis som kungen bar de specialgjorda svärd.

### Jacka
Jackan är i så kallat burgundisk snitt, en historiserande stil som efterliknande renässansmodet från det sena 1500-talet eller det tidiga 1600-talet. Jackan är i slätt silvertyg, garnerad med spetsar i silver. Den har 24 träknappar, klädda med silvertråd. Ärmarna är uppslitsade, och under syns en silverbrokad i samma mönster som Sofia Magdalenas brudklänning. Både framstycket och ryggstycket är uppslitsat med band i silverspets. Kappan fästs i jackan med knappar på fram och baksidan.

### Kappa
Kappan är i slätt silvertyg och garnerad med silverspetsar. Kappan har samma silverbrokad som Sofia Magdalenas brudklänning. Kappan är fodrad med vit sidenatlas.

### Byxor
Av porträtten på Hertig Fredrik Adolf och Hertig Karl kan man se att de bär knäbyxor i samma släta silvertyg, med tydliga slitsar med band i silverspets precis som jackan.

### Stövlar
Till sina dräkter bar prinsarna höga stövlar i blå sammet täckta med kronor i guld, liknandes kungens kröningsstövel, med kanter i hermelin.

### Mantel
Manteln var i blått sammet med påsydda kronor i guld, mantels kanter samt dess krage var täckt med hermelin.

### Bilder

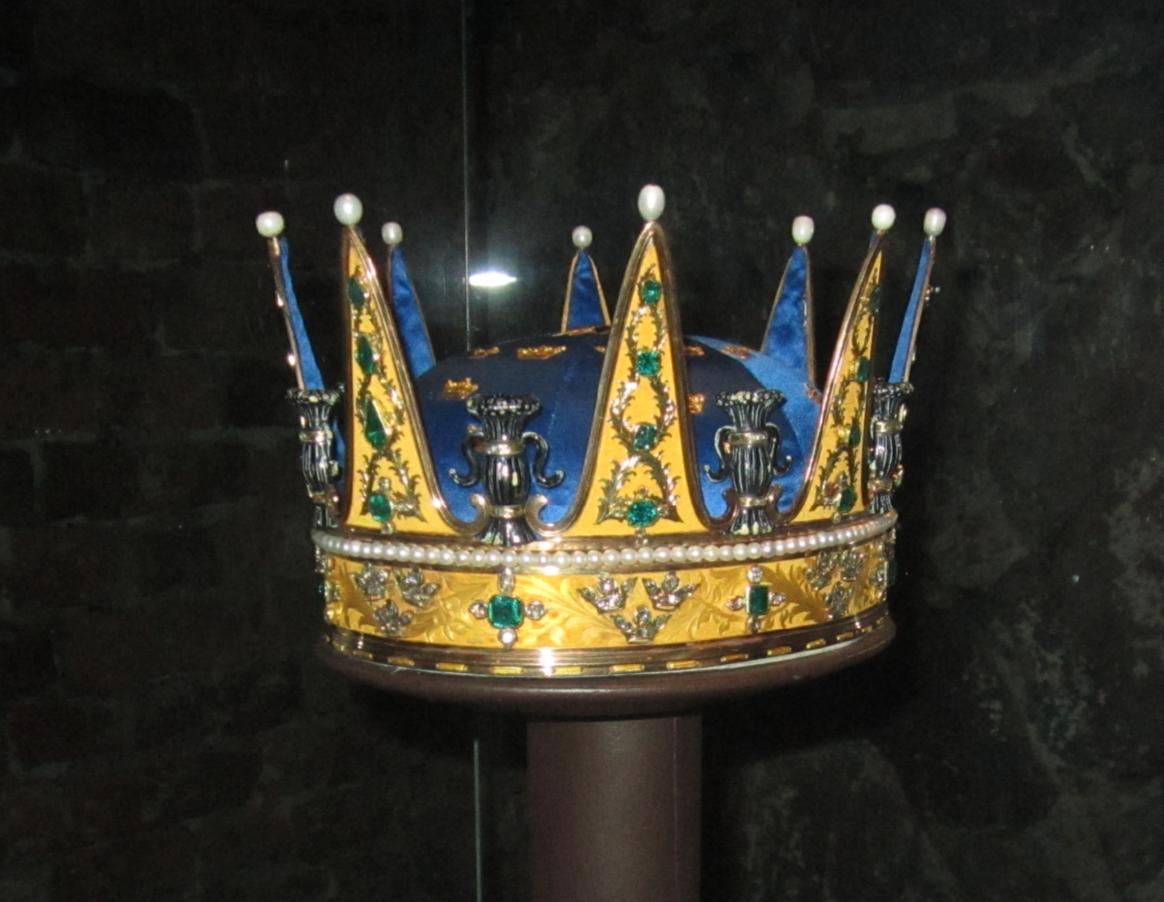
Hertig Karls krona
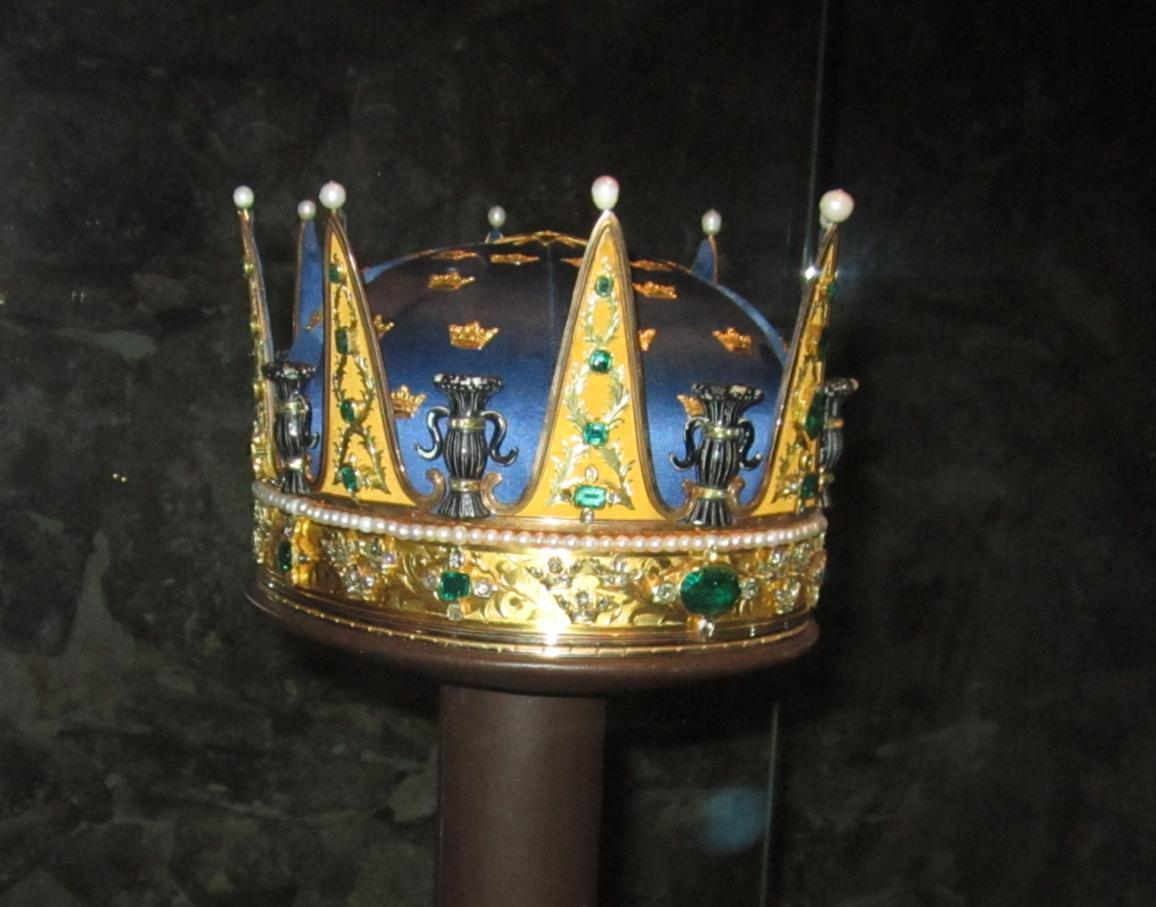
Hertig Fredrik Adolfs krona

## Bilder

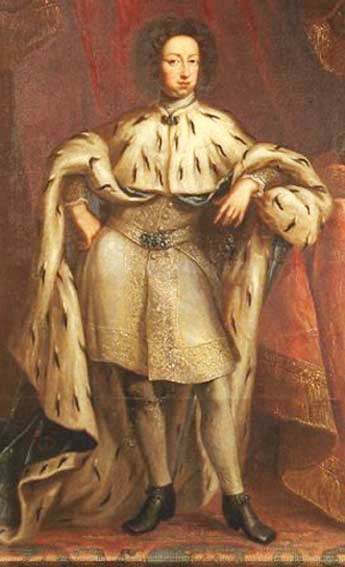
Den 20-årige kung Karl XI i kröningsdräkt. Kröningen ägde rum i Uppsala domkyrka den 28 september 1675. Gustav III:s kröningsdräkt syddes i Sverige efter mönster av Karl XI:s kröningsdräkt. Oljemålning av Lorens Pasch den äldre efter David Klöcker Ehrenstrahl, cirka 1680. Thureholms slott.
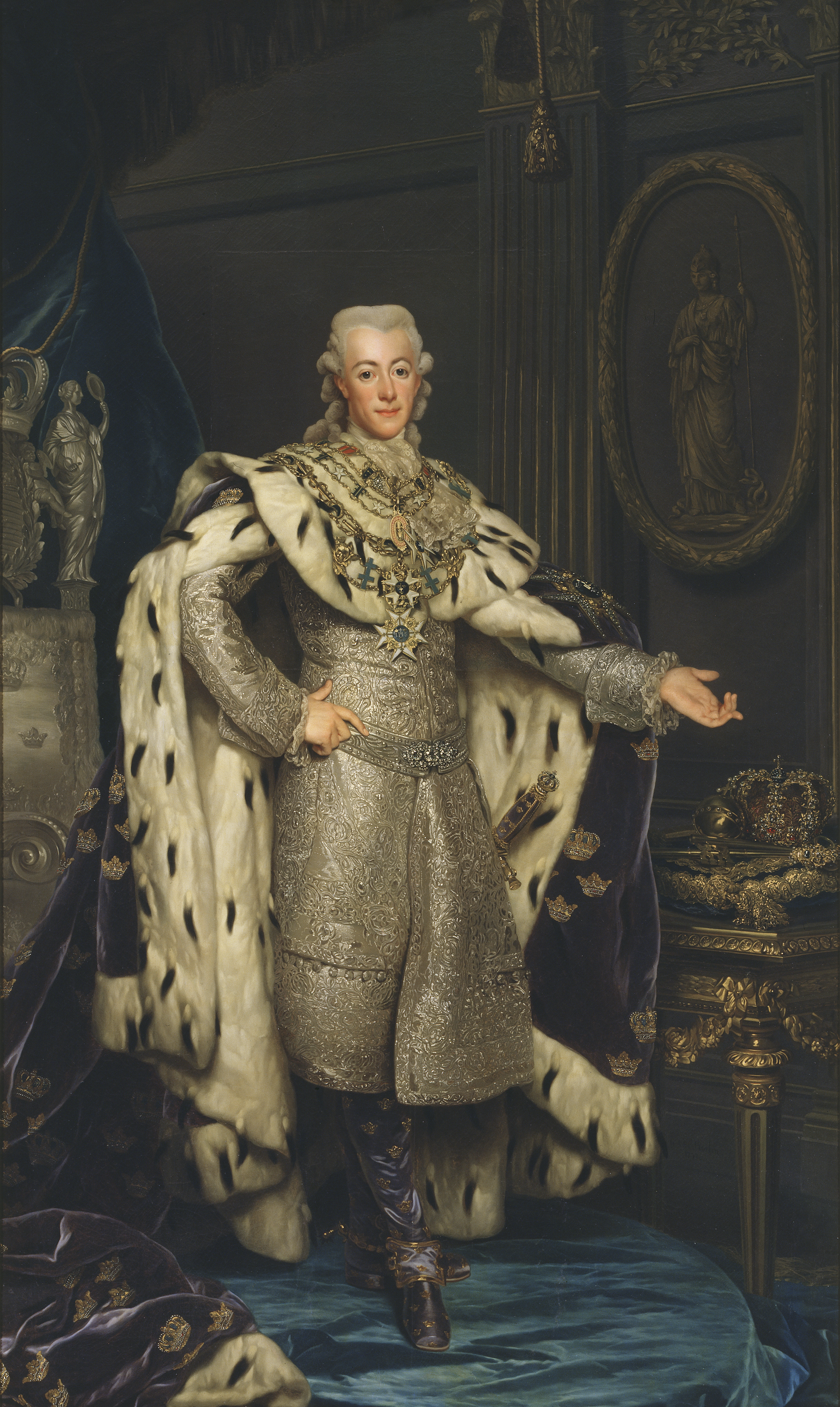
Gustav III iförd sin kröningsdräkt. Målning av Alexander Roslin.
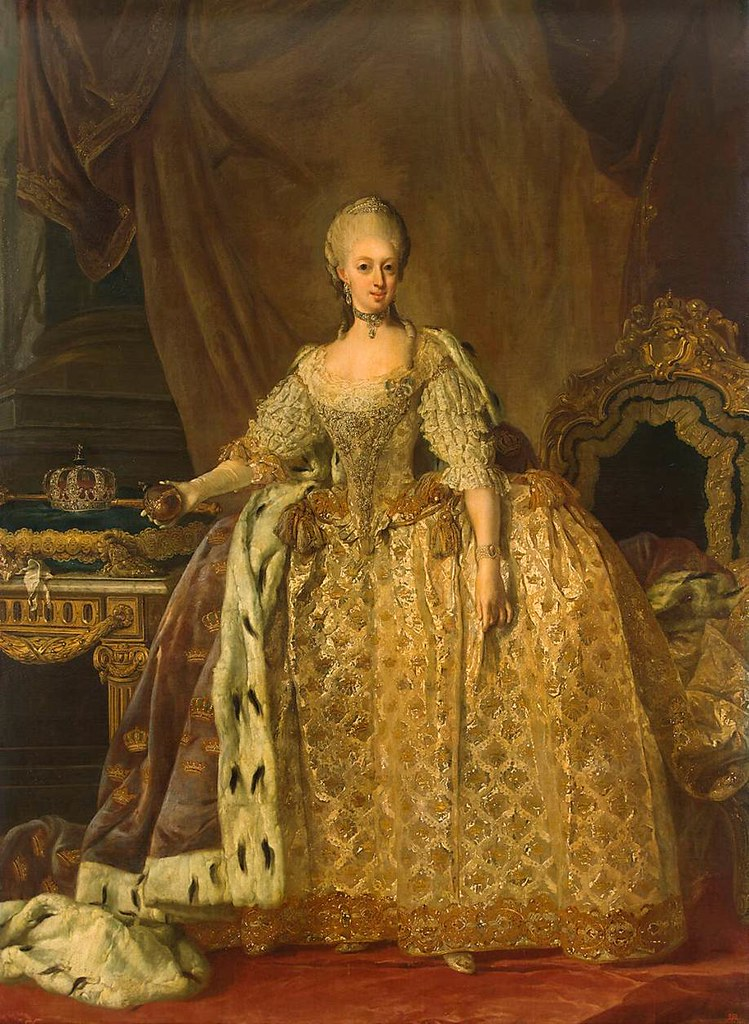
Sofia Magdalena i sin kröningsklänning, med mantel över axeln och på bordet bredvid hennes regalier.
Hertig Karl i sin furstliga dräkt, som han såg ut vid kröningen 1772.
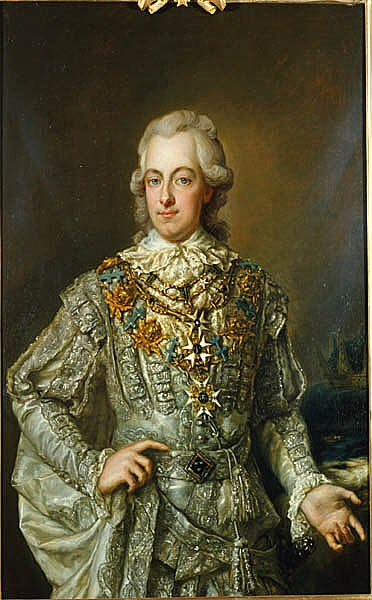
Hertig Fredrik Adolf i sin furstliga dräkt, så som han såg ut vid kröningen 1772.
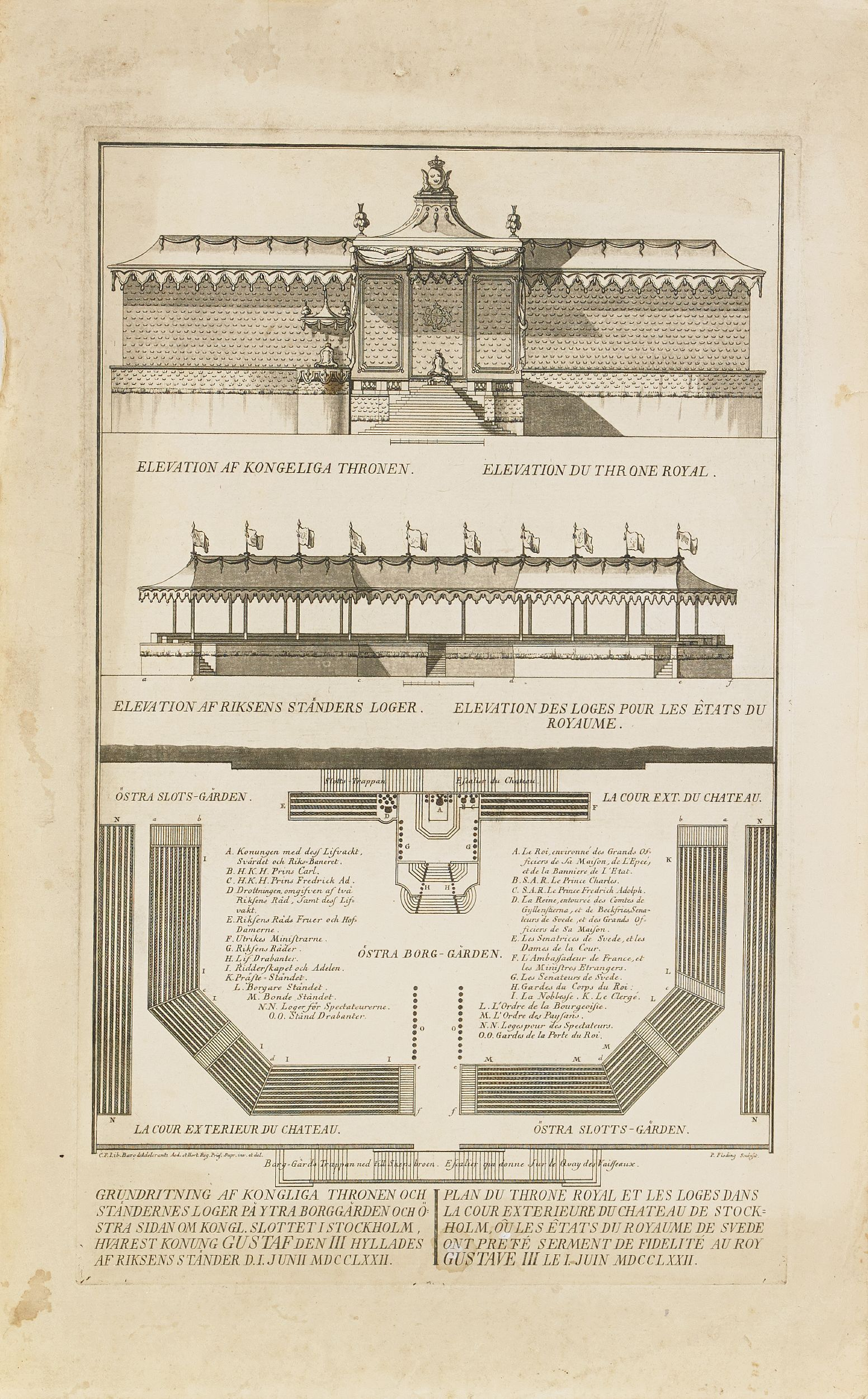
Kungliga tronen uppbyggd på Logården vid Kungliga slottet
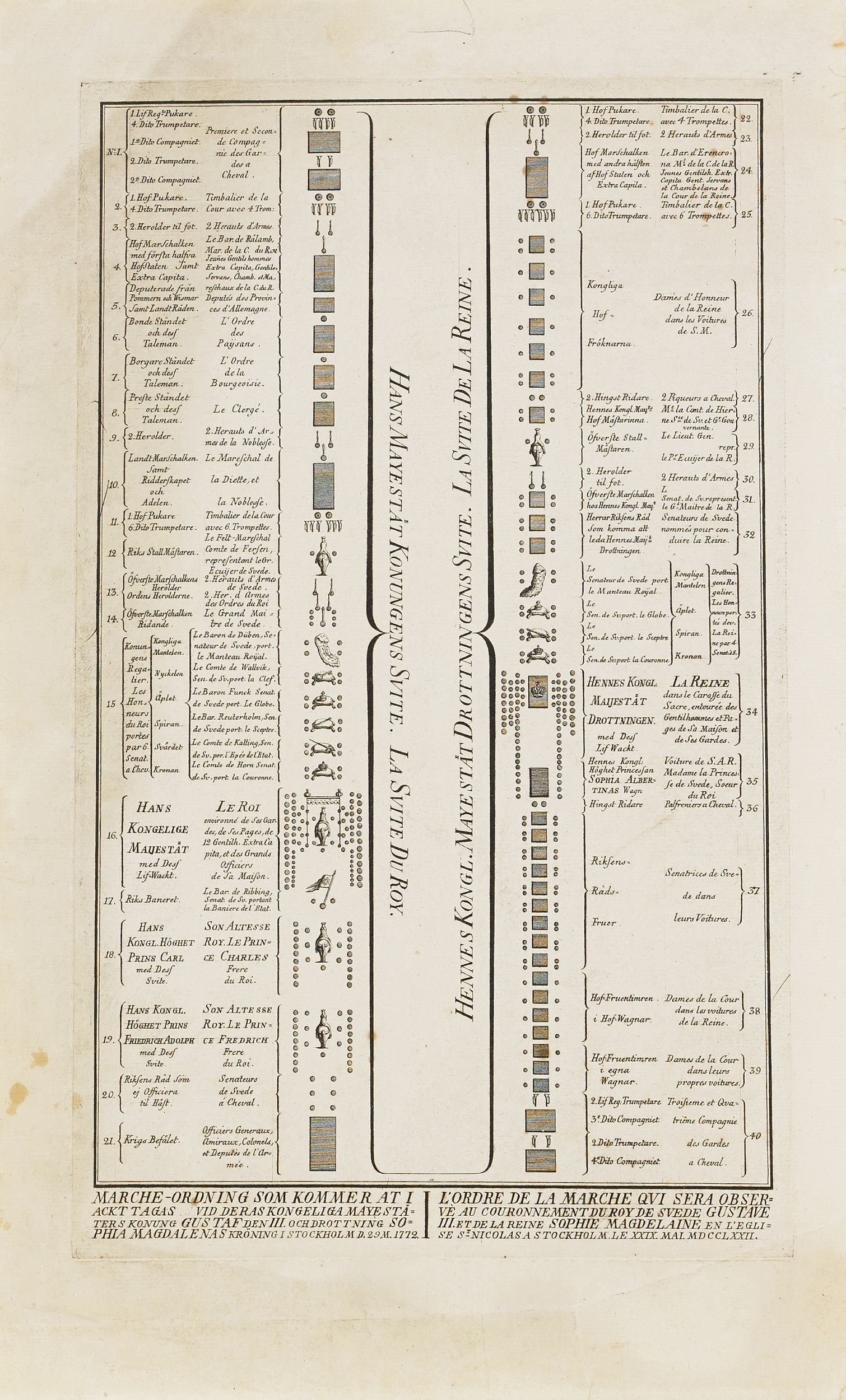
Marchordningen vid Gustav III:s kröning
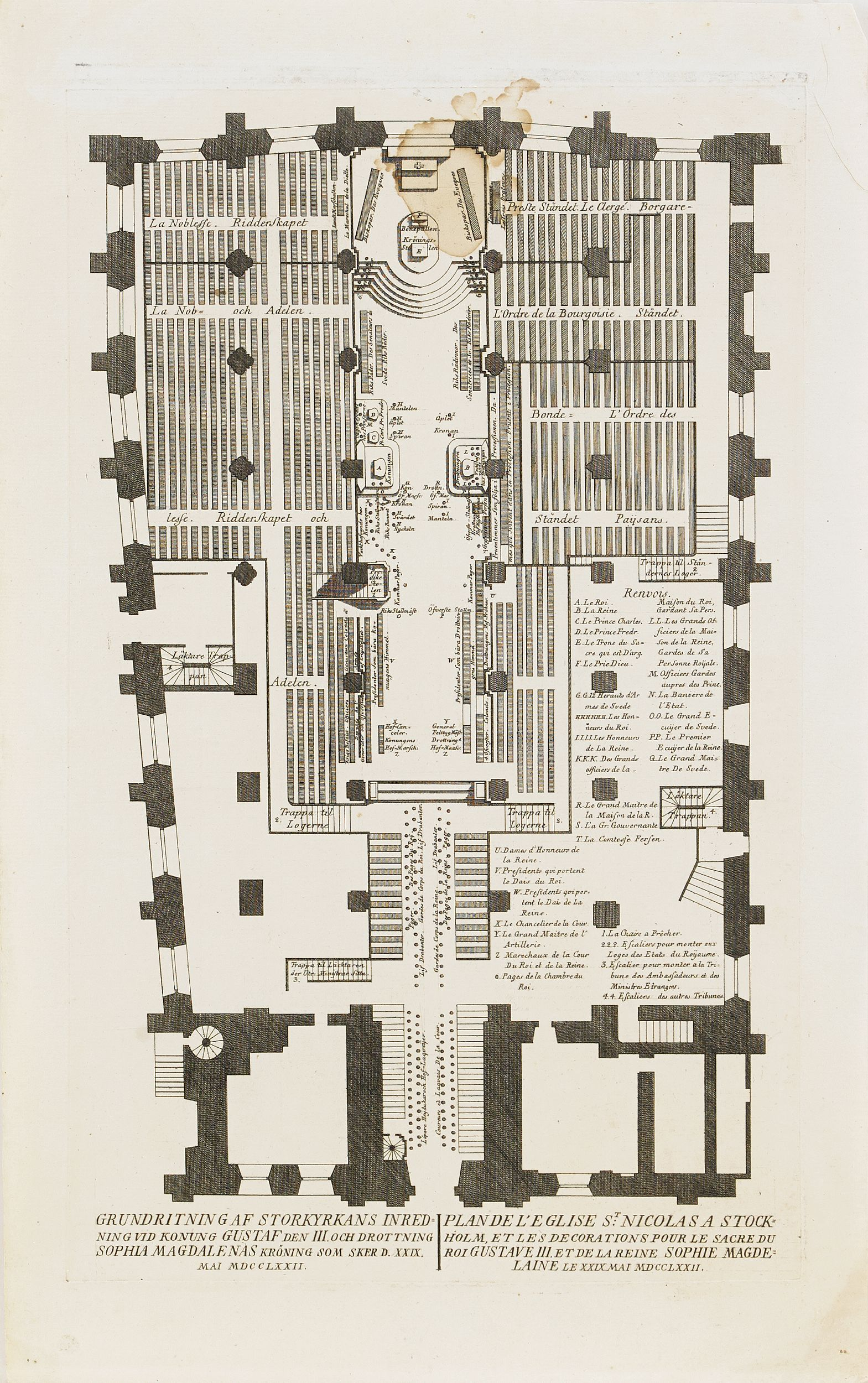
Storkyrkans indelning vid Gustav III:s kröning
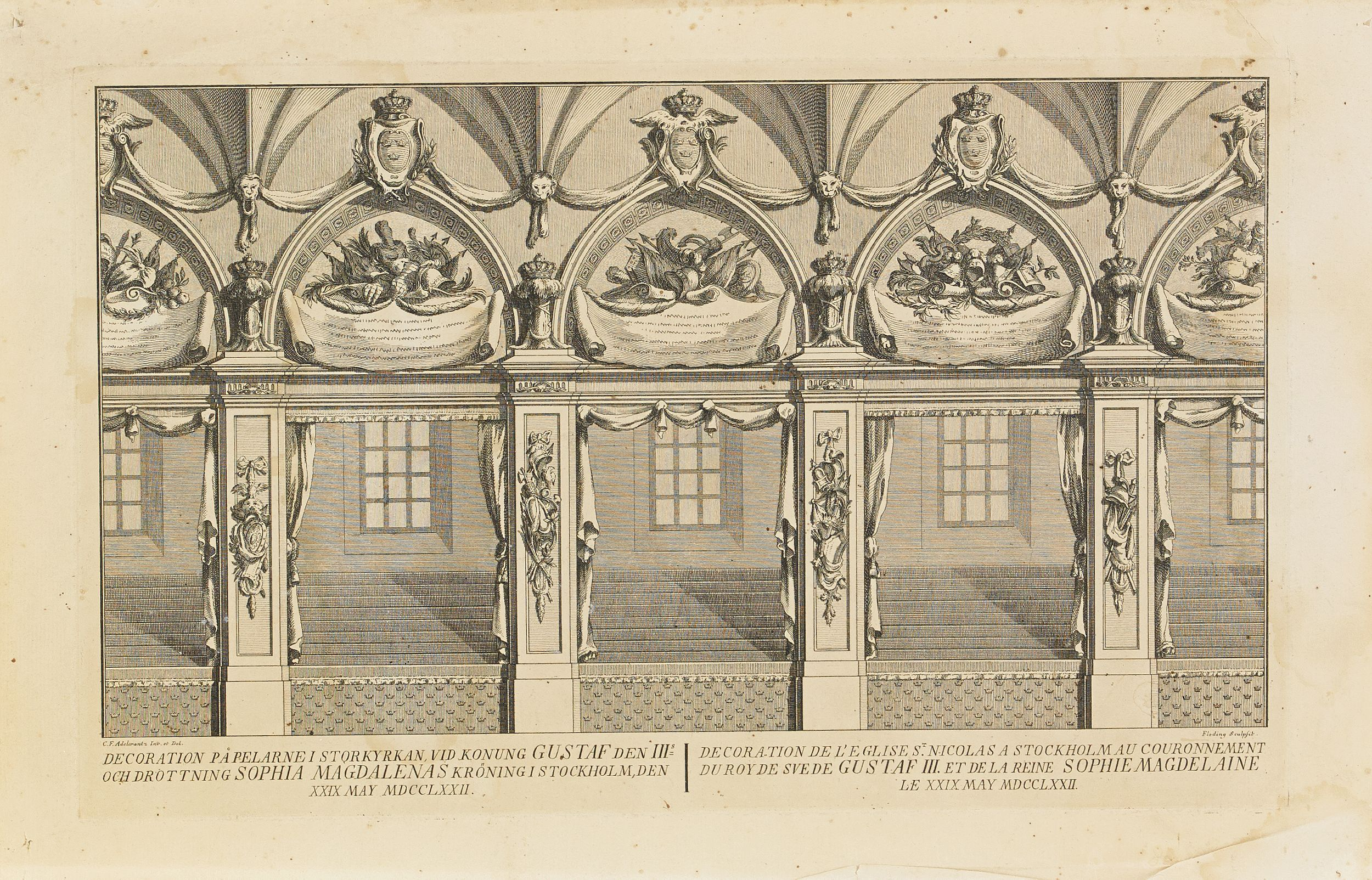
Dekorationer i storkyrkan under Gustav III:s kröning